# David A. Karnofsky
David A. Karnofsky (* 28. März 1914; † 31. August 1969) war ein US-amerikanischer Onkologe am Memorial Sloan-Kettering Cancer Center, der als Pionier der medizinischen Onkologie galt. 
Karnofsky studierte an der Stanford University mit dem M.D. 1940 und war dann am Collis P. Huntington Memorial Laboratory der Harvard University. Dort begann sein Interesse an klinischer Onkologie, das verstärkt wurde in seiner Zeit beim Militär im Zweiten Weltkrieg, wo er die Wirkung von Senfgas auf Ziegen untersuchte. Das brachte ihn auf die Idee Stickstoff-Loste wie Mechlorethamin (ähnlich wie Senfgas aufgebaut nur mit Stickstoff statt Schwefel) als Chemotherapeutika gegen Krebs zu erproben. Sein Vorgesetzter bei der Armee Cornelius Packard Rhoads holte ihn nach dem Krieg an das Memorial Sloan-Kettering Cancer Center (damals Sloan Kettering Institute) in New York, wo er den Rest seiner Karriere blieb und Leiter der Chemotherapie-Forschung war. Karnofsky war außerdem Professor und Leiter des onkologischen medizinischen Dienstes am Cornell University Medical Center. Er starb 1969 an Lungenkrebs.
1948 führte er mit Joseph H. Burchenal den Karnofsky-Index ein zur Auswertung der Wirkung von Chemotherapeutika gegen Krebs.
Die American Society of Clinical Oncology vergibt ihm zu Ehren seit 1970 den David A. Karnofsky Memorial Award and Lecture für Onkologie.